# Phúc Thành, Yên Thành
Phúc Thành là một xã thuộc huyện Yên Thành, tỉnh Nghệ An, Việt Nam.
Xã Phúc Thành có diện tích 16,53 km², dân số năm 1999 là 9.402 người, mật độ dân số đạt 569 người/km².
Danh xưng Phúc thành mới chỉ xuất phát vào năm 1953, khi trong quá trình cải cách ruộng đất đã chia tách xã Giai Lạc (được thành lập trong thời kỳ đầu thành lập nước VNDCCH) thành 3 xã: Đồng Thành, Phúc thành và Hậu thành.
Lịch sử:
Xã Phúc thành được tách ra từ xã Giai Lạc vào năm 1953. Trước cách mạng tháng 8 năm 1945, vùng đất này bao gồm làng Diệu Ốc và làng Phúc Thọ của Tổng quan Hóa, huyện Yên Thành.
Vùng đất Phúc Thành ngày nay là một phần của Kẻ Dền - lỵ sở của Diễn Châu trong giai đoạn trị vì của nhà Tiền Lê (981-1009) Dấu tích của thời kỳ ấy vẫn còn tồn tại đến ngày nay là Thành đất có hào bao bọc xung quanh tại xóm Yên Thịnh, xã Phúc Thành. Thành được xây dựng có hào bao bọc xung quanh và nối với bàu Ác và thông ra sông Dền, một nhánh của sông Bùng bắt nguồn từ vùng động Huyệt. Như vậy thành Đông Thành có đường thủy nối thông với hệ thống kênh đào đi ra đến cố đô Hoa Lư. Theo sử sách thì thành Đông Thành được hoàng tử Lý Long Tung - con trai thứ bảy của vua Lê Đại Hành - được phong tước Định Phiên Vương vào năm 993, tiến hành xây dựng để làm căn cứ chống lại sự xâm lăng của giặc Chiêm Thành ở phía nam. Thành là nơi rất thuận tiện cho thủy quân đóng quân và tập dượt trên bàu Ác có chiều dài đến 1 km và rộng khoảng 200m. Cách thành khoảng 800m về phía Tây - Tây Bắc có rú Giai là nơi có vệ Tròn (nay là chợ An Mọ) khi đào sâu xuống hơn nửa mét là một sân gạch rộng, chắc là nơi tập trung các quần thần để tiến hành các lễ bái. Trên đỉnh rú Giai có một bãi bằng gọi là Động Đàn, chắc là nơi xưa kia dùng để tiến hành Đàn tế Trời Đất. Cách bãi Tròn chừng 200m có giếng nước cổ có mạch nước không bao giờ cạn chắc là được xây dựng từ thời Tiền Lê. Các dầu tích khác không còn mà chỉ lưu lai dưới dạng các tên gọi như đồng Đồn, nằm phía nam bàu Ác so với thành.
Năm 1005 khi vua Lê Đại Hành mất, hoàng tử Lê Long Tích - Đông Thành Vương cùng em Lê Long Đỉnh, Lê Long Kính tranh giành ngôi báu với thái tử Lê Long Việt nhưng bị thua bỏ chạy sang Chiêm Thành nhưng bị ngư dân phủ Thạch Hà giết chết. Đến năm 1009, Lý Công Uẩn cướp ngôi của nhà Tiền Lê, lập ra nhà Lý. Hoàng tử Lê Long Tung bỏ chạy vào cát cứ tại thành Đông Thành và cũng tự xưng là Đông Thành Vương, định tách Diễn Châu thành quốc gia riêng. Tương truyền sau khi cướp ngôi nhà Tiền Lê, Lý Công Uẩn đã cho quân tướng nhiều lần vào Diễn Châu để đánh dẹp Hoàng tử Le Long Tung song thất bại. Qua tìm hiểu biết được mộ mẹ hoàng tử Lê Long Tung là người Kẻ Dền, được táng tại huyệt tốt ở Động Huyệt. Lý Công Uẩn đã ngầm sai người phá và yểm vùng Động Huyệt. Nhờ thế năm 1012 thì đích thân vua Lý Thái Tổ (Lý Công Uẩn) dẫn sáu đạo quân tiến đánh Diễn Châu và giết được hoàng tử Lê Long Tung.